# Elie Ganijuru
Elie Ganijuru (23 de julio de 1998) es un futbolista ruandés que juega en la demarcación de lateral izquierdo para el Rayon Sport FC de la Primera División de Ruanda.

## Selección nacional
El 19 de marzo de 2023 hizo su debut con la selección de fútbol de Ruanda en un encuentro amistoso contra Etiopía que finalizó con un resultado de 1-0 tras el gol de Kenean Markneh.

## Clubes
| Club            | País   | Año       | Partidos | Goles |
| --------------- | ------ | --------- | -------- | ----- |
| Bugesera FC     | Ruanda | 2019-2022 |          |       |
| Rayon Sports FC | Ruanda | 2022-     |          |       |